# Geolycosa carli
Geolycosa carli là một loài nhện trong họ Lycosidae.
Loài này thuộc chi Geolycosa. Geolycosa carli được Eduard Reimoser miêu tả năm 1934.